# Serhij Nasarenko
Serhij Juryjowytsch Nasarenko (ukrainisch Сергій Юрійович Назаренко, wiss. Transliteration Serhij Nazarenko; * 16. Februar 1980 in Kirowohrad) ist ein ukrainischer Fußballspieler.
Ab 1997 spielte er bei Swesda NIBAS-2 Kirowohrad. Von 1998 bis 2011 spielte er beim Dnipro Dnipropetrowsk. Für den Verein schoss er in 266 Spielen 54 Tore. 2011 wechselte er zum Ligarivalen Tawrija Simferopol.
Für die ukrainische Nationalmannschaft bestritt er 56 Spiele (zwölf Tore).